# Achirus scutum
Achirus scutum es una especie de pez del género Achirus, familia Achiridae. Fue descrita científicamente por Günther en 1862.
Se distribuye por el Pacífico Centro-Oriental: golfo de California hasta Ecuador. La longitud total (TL) es de 28 centímetros. Habita en aguas costeras y su dieta se compone de pequeños crustáceos.
Está clasificada como una especie marina inofensiva para el ser humano.